# Туризм у Фінляндії
Фінляндія, яка омивається водами Балтійського моря та Фінської затоки, є однією з найцікавіших країн Північної Європи. Попри прохолодний клімат, вона є найпопулярнішим туристичним напрямком у зимовий сезон. Фінляндія є батьківщиною Санта Клауса і добре відома як дорослим, так і юним мандрівникам.
У 2018 році Фінляндію відвідало понад 6,8 мільйона іноземних туристів, 53 відсотки з яких прибули з інших країн Європейського Союзу.  У 2017 році додана вартість від туризму становила близько 4,6 мільярда євро, або 2,6% ВВП Фінляндії, забезпечуючи приблизно 140 200 робочих місць.

## Найпопулярніші місця у Фінляндії[1]

### Гельсінкі
Гельсінкі — найхолодніша столиця світу, розташована у Фінській затоці в оточенні майже 300 островів. Гельсінкі є центром освіти, науки та культури. Основні визначні пам'ятки, які варто відвідати, включають:
- Сенатська площа
- Суоменлінна, фінська фортеця
- Кафедральний собор Успіння Пресвятої Богородиці з червоної цегли
- Кафедральний собор Святого Миколая.
- Любителям історії та традицій сподобається Фінський національний музей та музей під відкритим небом на острові Сеурасаарі.

У зимовий час північне розташування Гельсінкі робить темним протягом більшої частини дня, з освітлювальними приладами, такими як вулиця Різдва Алексантеринкату (Joulukatu). У найхолодніші місяці зими місцеві жителі дуже часто гуляють по замерзлому морю, хоча влада рекомендує бути обережними, коли лід тонкий. Уздовж узбережжя також багато місць для крижаного плавання, деякі з саунами.
Повітряний транспорт до Гельсінкі здійснюється через аеропорт Гельсінкі, розташований у сусідньому місті Вантаа, що є частиною Великого Гельсінкі. Гельсінкі також має популярні круїзні пороми зі Стокгольмом, Швеція, та Таллінном, Естонія. Silja, Viking і Tallink є найбільшими поромними операторами.

### Лапландія
Лапландія — місце номер один для відвідування. Більша частина Лапландії лежить за Полярним колом і має власну незалежну столицю — Рованіємі. Місто відоме своїми оленями та іншими тваринами. Ви можете побачити цих тварин у заповіднику оленячої ферми Сірмакко. Це також офіційна резиденція фінського Діда Мороза Юрупккі. Щоб побачити північне сяйво, вирушайте за Полярне коло. Екскурсія на ферму хаскі Bear Hill Husky Farm, яка організовує тури на собачих упряжках по околицях Лапландії, подарує вам надзвичайні враження.

### Леві
Леві — найбільший курорт для любителів активного гірськолижного туризму. Величезна кількість трас різної складності покриває всю гору зі схилами, які навіть професійні лижники не можуть подолати за один день. Є школи як для дорослих, так і для дітей. Ще одна перевага — близькість підйомників до готелю, що дозволяє розумно використовувати час катання. На території гірськолижного курорту Levi розташований великий розважальний центр "Full Polo Alehena", де виступають відомі музичні гурти і проводяться дискотеки. Якщо у вас залишився час для більш тривалої відпустки, зверніть увагу на Національний парк Оуланка, культурний район Порвоо, портове місто Турку, Національний парк Колі, Старе місто Оулу та унікальний архіпелаг Карчена.

### Порвоо
Порвоо часто називають автентичним маленьким містом  і кілька разів вибирали одним із найкрасивіших міст Фінляндії.  Місто є одним із шести середньовічних міст Фінляндії, яке вперше згадується як місто в текстах 14 століття. На початку 19 століття місто відіграло важливу роль у зв'язку з сеймом Порвоо, коли Фінляндія, яка на той час була частиною Російської імперії, отримала автономію у формі Великого князівства Фінляндського.
Старе місто Порвоо — популярне туристичне місце, відоме своїми добре збереженими будівлями 18-го та 19-го століть і кафедральним собором 15-го століття Порвоо. Старе місто разом із долиною річки Порвоо визнано історично та культурно важливими як один із національних ландшафтів Фінляндії. Порвоо також має культурне значення, оскільки багато найбільш відомих письменників, починаючи з Й. Л. Рунеберга, переважно походять з Порвоо або найближчих муніципалітетів субрегіону (наприклад, Йоганнес Ліннанкоскі з Асколи).
Були зроблені спроби зробити Старе місто Порвоо об'єктом Всесвітньої спадщини ЮНЕСКО, але досі це не було кваліфіковано.

## Економічний впливу туризму
До пандемії туризм був важливим сектором економіки Фінляндії. У 2017-2019 роках попит на міжнародний туризм зростав швидше, ніж інші сектори, зі щорічним темпом приблизно 8%. У 2019 році сектор прямо забезпечував 133 200 робочих місць (5,8% від загальної зайнятості) і підтримував 28 500 підприємств.
У 2019 році туризм прямо вносив 2,7% до ВВП, що зменшилося до 1,7% у 2020 році. Кількість зайнятих у туризмі зменшилася на 29 000 осіб у 2020 році, при цьому частка туризму в загальній зайнятості впала до 4,9%. Одночасно кількість відпрацьованих годин зменшилася на 22%.
У 2020 році кількість прибуттів міжнародних туристів знизилася на 72,8% до 895 577 туристів. Це спричинило зниження загальних витрат на туризм на 41% до 9,7 мільярда євро. За оцінками 2021 року, загальні витрати на туризм відновилися до 11,2 мільярда євро завдяки зростанню внутрішнього туризму. Частка внутрішніх витрат зросла з 63% у 2019 році до майже 84% у 2021 році. Це сталося, оскільки внутрішні туристи повернулися до рівнів, що передували пандемії, тоді як міжнародний туризм далі знижувався у 2021 році.
Війна Росії в Україні, разом з невизначеністю, пов'язаною з COVID-19, створила нові проблеми для відновлення та зростання туристичного сектору Фінляндії. Згідно з останнім прогнозом, рівень міжнародних прибуттів 2019 року прогнозується досягти у 2024 році.

## Соціокультурний впливу туризму

### Проблеми надмірного туризму в Гельсінкі
Влітку та восени, в останній ділянці вулиці Фредрікинкату біля пагорба Скельної церкви в Гельсінкі, можна натрапити на натовпи туристів з Китаю, Росії, Великої Британії, Німеччини та США. Вони блокують вулицю, фотографуючись і спілкуючись, не звертаючи уваги на місцевих жителів, яких дратують такі туристи. Це місце в Гельсінкі може здатися перенаселеним і страждати від надмірного туризму, принаймні для місцевих мешканців, які люблять особистий простір.

### Причини надмірного туризму
Основними чинниками надмірного туризму є:
1. Соціальні мережі та FOMO (страх пропустити щось важливе), а також бажання похвалитися фотографіями з відомих місць.
2. Фільми та телевізійні серіали (наприклад, «Гра престолів»), які популяризують певні місця.
3. Урбанізація, що робить міську культуру знайомою та привабливою для відвідувачів.
4. Бюджетні авіалінії та AirBnb, які сприяють доступності подорожей.
5. Зміни в споживчих звичках, де люди цінують досвід більше, ніж речі.

### Негативні наслідки надмірного туризму
1. Місцеві жителі страждають від підвищення цін на житло та харчі, а також від перетворення міст на музеї.
2. Місцеве середовище, інфраструктура та культурна спадщина піддаються надмірному тиску.
3. Туристи відчувають, що інші туристи знижують якість їхнього досвіду через натовпи та неможливість зробити хороші фотографії.

### Вимірювання надмірного туризму
Вимірювання надмірного туризму є складним завданням. Традиційний метод – концепція "вантажопідйомності", визначена Всесвітньою туристською організацією ООН як "максимальна кількість людей, які можуть відвідати туристичне місце одночасно без знищення фізичного, економічного та соціокультурного середовища і зниження якості задоволення відвідувачів". Це включає оцінку соціальної та психологічної вантажопідйомності.

### Рішення проблеми надмірного туризму
Різні стратегії пропонуються для подолання надмірного туризму:
- Відвідування альтернативних місць.
- Подорожі в міжсезоння.
- Обмеження кількості туристів, груп і часу відвідування.
- Введення квот і систем продажу квитків.
- Введення плати за вхід до національних парків і об'єктів спадщини ЮНЕСКО.
- Обмеження короткострокової оренди житла та круїзних ліній.
- Різноманітність туристичних продуктів та демаркетинг.
- Тимчасове закриття місць (як у випадку з бухтою Майя в Таїланді).

### Позитивні зміни
Багато напрямків і урядів вже працюють над вирішенням проблеми надмірного туризму, залучаючи всіх зацікавлених сторін для пошуку балансованих рішень.

### Тренд андертуризм
Однак, у світі є багато місць, які з радістю приймуть більше туристів. Skift визначив підтуризм як мегатренд на 2019 рік. Наприклад, Осло провело маркетингову кампанію, засновану на порятунку туристів від основних туристичних міст, таких як Барселона і Париж, щоб відвідати столицю Норвегії, де музеї та ресторани майже ніколи не переповнені.
Багато місць також у Фінляндії будуть радо вітати більше туристів. Туризм у фінській сільській місцевості дуже сезонний і значною мірою залежить від туризму в другому домі та компаній, що пропонують діяльність на природі. Однією з основних проблем для туризму в фінській сільській місцевості є постійна урбанізація. Багато малих та середніх міст стикаються зі зменшенням населення. Наприклад, Ганко втратив 8 відсотків свого населення за п’ять років (HBL 2019). Зменшення населення зазвичай означає скорочення послуг як з боку державних, так і приватних постачальників послуг. Туризм може бути рятівником у боротьбі зі зменшенням населення. Внутрішній та міжнародний туризм можуть допомогти виживати таким послугам, як супермаркети, кафе та автобусні сполучення. Дестинації, які страждають від дуже короткого туристичного сезону, можуть використати підтуризм як перевагу у своїй маркетинговій стратегії, як це було зроблено у відео "experience nothing" у Падасьйокі.

## Екологічний впливу туризму

### Діяльність у музеях
Музеї завжди пропонують матеріали, які сприяють підвищенню відповідальної обізнаності: зміна клімату, стан лісів і соціальна відповідальність відображені в змісті виставок, програмних послуг та заходів.

### Освітні програми
Освітні програми розповідають про роль музеїв як зберігачів культурної спадщини, вплив лісів на добробут і різні точки зору щодо зміни клімату. Екскурсії та майстер-класи відображають ці теми через активні послуги, які поєднують природу і культуру, такі як Прогулянка по Стежці Кохання та Подорож до гори Мянтанвуорі.

### Програми для іноземних гостей
Іноземці можуть ознайомитися з місцевим способом життя під час екскурсій, таких як Піша Екскурсія - Життя Малого Міста, а також Оренда Місцевого Жителя. Усі послуги, орієнтовані на природу, використовують існуючі маршрути. Створюємо наші послуги разом з партнерами, які працюють відповідально. Ми створюємо унікальні матеріали, пов'язані зі зміною клімату, разом з Лісовою Дослідною Станцією Хютяля, яка належить Гельсінкському Університету і досліджує ліси, болота, озера та атмосферу.

### Національні проекти
Під час національного проекту "Мільйон Дерев для Фінляндії" ми роздавали саджанці для висадки нашим відвідувачам. Кампанія нагадує про важливість дерев у боротьбі зі зміною клімату.

## Управління та фінансування туризму
Міністерство економічних справ і зайнятості відповідає за розробку та підтримку політики у сфері туризму. Воно бере участь у підготовці законодавства щодо туризму та підтримує міжнародні зв'язки у цій сфері. У розвитку сектору міністерство тісно співпрацює з іншими міністерствами.
Для зосередження на відновленні та стійкості Міністерство економічних справ і зайнятості створило Високорівневу робочу групу з туризму у 2021 році. До її складу входять міністерства, які мають ключове значення для туристичного сектору, включаючи регіональні ради, державні адміністрації, регіональні туристичні організації, туристичні компанії, дослідницькі та освітні установи та організації.
Business Finland об'єднує всі послуги, пов'язані з просуванням інноваційного фінансування, експорту, інвестицій та туризму. Мережа Team Finland об'єднує всі державні послуги з міжнародної співпраці, від консультацій до фінансування. Business Finland є частиною цієї мережі. Visit Finland є підрозділом Business Finland і отримує фінансування з державного бюджету. Visit Finland є національною експертною організацією, відповідальною за просування Фінляндії як туристичної дестинації, підтримку фінських туристичних компаній у міжнародній співпраці та розвиток і продаж високоякісних туристичних продуктів. Visit Finland та туристична індустрія проводять спільні продуктові кампанії та організовують ознайомчі поїздки для іноземних туроператорів та ЗМІ.
Регіональні ради надають підтримку проєктам розвитку туризму, загальному маркетингу, консультаційним послугам, навчанням та дослідженням у 19 регіонах Фінляндії. У Фінляндії є 15 Центрів економічного розвитку, транспорту та навколишнього середовища (ELY Centres), які просувають регіональну конкурентоспроможність, добробут і сталий розвиток та боряться зі зміною клімату. Вони пропонують фінансові, консультаційні, консалтингові та навчальні послуги туристичним підприємствам та надають інвестиційну підтримку. Вони також керують питаннями, пов'язаними з місцевою інфраструктурою у своїх районах.
Фінляндія виділила фінансування на розвиток туризму в рамках власних бюджетів міністерств. Бюджет, виділений на заходи з розвитку туризму Visit Finland, становив 9,8 мільйона євро у 2021-22 роках. Крім цього, у 2021 році з програми уряду було виділено 4,7 мільйона євро. У 2021-24 роках Business Finland (та як частина цього, Visit Finland) буде виділено приблизно 12 мільйонів євро з національного плану відновлення та стійкості Фінляндії, оскільки організація отримала відповідальність за реалізацію інвестицій у туризм, включених до цього плану.
У 2020-21 роках Міністерство освіти та культури надало загалом 3,95 мільйона євро у вигляді дискреційних державних грантів на проекти розвитку культурного туризму через одноразову асигнацію з програми уряду.
У 2021 році Міністерство навколишнього середовища та Міністерство сільського господарства та лісового господарства спрямували загалом 38,1 мільйона євро до Metsähallitus. Metsähallitus - це державне підприємство, яке відіграє ключову роль у управлінні фізичним середовищем Фінляндії та пов'язаним з ним туризмом на природі.

### Туризм в економіці та перспективи відновлення
До пандемії туризм був важливим сектором економіки Фінляндії. У 2017-2019 роках попит на міжнародний туризм зростав швидше, ніж інші сектори, зі щорічним темпом приблизно 8%. У 2019 році сектор прямо забезпечував 133 200 робочих місць (5,8% від загальної зайнятості) і підтримував 28 500 підприємств.
У 2019 році туризм прямо вносив 2,7% до ВВП, що зменшилося до 1,7% у 2020 році. Кількість зайнятих у туризмі зменшилася на 29 000 осіб у 2020 році, при цьому частка туризму в загальній зайнятості впала до 4,9%. Одночасно кількість відпрацьованих годин зменшилася на 22%.
У 2020 році кількість прибуттів міжнародних туристів знизилася на 72,8% до 895 577 туристів. Це спричинило зниження загальних витрат на туризм на 41% до 9,7 мільярда євро. За оцінками 2021 року, загальні витрати на туризм відновилися до 11,2 мільярда євро завдяки зростанню внутрішнього туризму. Частка внутрішніх витрат зросла з 63% у 2019 році до майже 84% у 2021 році. Це сталося, оскільки внутрішні туристи повернулися до рівнів, що передували пандемії, тоді як міжнародний туризм далі знижувався у 2021 році.
Війна Росії в Україні, разом з невизначеністю, пов'язаною з COVID-19, створила нові проблеми для відновлення та зростання туристичного сектору Фінляндії. Згідно з останнім прогнозом, рівень міжнародних прибуттів 2019 року прогнозується досягти у 2024 році.

### Управління та фінансування туризму
Міністерство економічних справ і зайнятості відповідає за розробку та підтримку політики у сфері туризму. Воно бере участь у підготовці законодавства щодо туризму та підтримує міжнародні зв'язки у цій сфері. У розвитку сектору міністерство тісно співпрацює з іншими міністерствами.
Для зосередження на відновленні та стійкості Міністерство економічних справ і зайнятості створило Високорівневу робочу групу з туризму у 2021 році. До її складу входять міністерства, які мають ключове значення для туристичного сектору, включаючи регіональні ради, державні адміністрації, регіональні туристичні організації, туристичні компанії, дослідницькі та освітні установи та організації.
Business Finland об'єднує всі послуги, пов'язані з просуванням інноваційного фінансування, експорту, інвестицій та туризму. Мережа Team Finland об'єднує всі державні послуги з міжнародної співпраці, від консультацій до фінансування. Business Finland є частиною цієї мережі. Visit Finland є підрозділом Business Finland і отримує фінансування з державного бюджету. Visit Finland є національною експертною організацією, відповідальною за просування Фінляндії як туристичної дестинації, підтримку фінських туристичних компаній у міжнародній співпраці та розвиток і продаж високоякісних туристичних продуктів. Visit Finland та туристична індустрія проводять спільні продуктові кампанії та організовують ознайомчі поїздки для іноземних туроператорів та ЗМІ.
Регіональні ради надають підтримку проектам розвитку туризму, загальному маркетингу, консультаційним послугам, навчанням та дослідженням у 19 регіонах Фінляндії. У Фінляндії є 15 Центрів економічного розвитку, транспорту та навколишнього середовища (ELY Centres), які займаються просуванням регіональної конкурентоспроможності, добробуту та сталого розвитку та боротьбою зі зміною клімату. Вони пропонують фінансові, консультаційні, консалтингові та навчальні послуги туристичним підприємствам та надають інвестиційну підтримку. Вони також керують питаннями, пов'язаними з місцевою інфраструктурою у своїх районах.
Фінляндія виділила фінансування на розвиток туризму в рамках власних бюджетів міністерств. Бюджет, виділений на заходи з розвитку туризму Visit Finland, становив 9,8 мільйона євро у 2021-22 роках. Крім цього, у 2021 році з програми уряду було виділено 4,7 мільйона євро. У 2021-24 роках Business Finland (та як частина цього, Visit Finland) буде виділено приблизно 12 мільйонів євро з національного плану відновлення та стійкості Фінляндії, оскільки організація отримала відповідальність за реалізацію інвестицій у туризм, включених до цього плану.
У 2020-21 роках Міністерство освіти та культури надало загалом 3,95 мільйона євро у вигляді дискреційних державних грантів на проекти розвитку культурного туризму через одноразову асигнацію з програми уряду.
У 2021 році Міністерство навколишнього середовища та Міністерство сільського господарства та лісового господарства спрямували загалом 38,1 мільйона євро до Metsähallitus. Metsähallitus - це державне підприємство, яке відіграє ключову роль у управлінні фізичним середовищем Фінляндії та пов'язаним з ним туризмом на природі.

### Політики та програми у сфері туризму
Національна туристична політика Фінляндії реалізується в рамках стратегії "Досягаємо більшого разом - сталий ріст і оновлення в стратегії туризму Фінляндії" на період 2022-28 років. Ця стратегія включає план дій на 2022-23 роки. У 2022 році Фінляндія оновила стратегію та план дій, розроблені у 2019 році, щоб краще відобразити змінене операційне середовище, включаючи пандемію COVID-19 та агресію Росії проти України. Оновлення зосереджене на майбутніх перспективах та заходах, які слід вжити відповідно до нової ситуації.
Основна місія національної туристичної політики Фінляндії полягає в забезпеченні розвитку туризму як відповідального та зростаючого сектору, що генерує добробут і зайнятість протягом усього року. Основна мета стратегії - зробити Фінляндію найбільш стійкою туристичною дестинацією серед країн Північної Європи. Стратегія визначає чотири пріоритети для сприяння сталому зростанню та оновленню туристичного сектору: i) підтримка сталого розвитку; ii) реагування на цифрову трансформацію; iii) покращення доступності; та iv) забезпечення середовища, що підтримує конкурентоспроможність.
Під час пандемії COVID-19 різні урядові організації надавали фінансування через прямі підтримки для компаній та галузей, які найбільше постраждали. У 2020 році туризму було надано 263 мільйони євро як фінансування для боротьби з наслідками COVID-19. Значна частина фінансування була спрямована на готелі та інші послуги з розміщення, а також на діяльність туроператорів і служб бронювання. Фінляндія також надала державну гарантію на суму приблизно 600 мільйонів євро для підтримки національної авіакомпанії Finnair.
Інші пріоритети, спрямовані на подолання наслідків кризи, включають підвищення стійкості та конкурентоспроможності туристичного сектору, використання прийняття рішень на основі знань та забезпечення наявності актуальних даних та інформації про глобальні тенденції. Над усіма цими цілями є заохочення та підтримка туристичного сектору до переходу на більш стійкий спосіб діяльності.
Війна Росії в Україні викликала нові загрози для туристичного сектору та сповільнює його відновлення після пандемії. Відсутність найбільшого експортного ринку туризму Фінляндії, Росії, разом зі значно ослабленою доступністю з азіатських ринків через заборону на польоти над Росією, створює щорічні втрати понад 1 мільярд євро для Фінляндії. У третьому кварталі 2022 року, як частина своєї мети збільшити життєздатність східної Фінляндії через економічні наслідки агресії Росії проти України, уряд Фінляндії запропонував підтримати туризм на суму 7,5 мільйона євро шляхом зміцнення туристичного маркетингу та покращення умов і послуг для туризму на природі, наприклад.
Фінляндія підтримує відновлення та забезпечення передумов для довгострокового розвитку сектора, звертаючи увагу на всі аспекти стійкості – економічну, екологічну, соціальну та культурну – разом з підтримкою ініціатив з цифровізації та управління даними.
Visit Finland розробляє національні показники сталого туризму в рамках національної програми Sustainable Travel Finland, спрямованої на туристичні компанії та дестинації для підтримки їх зусиль у сфері сталого розвитку. Розробка показників здійснюється у тісній співпраці з фінським туристичним сектором.

## Пам'ятки[5]
Історія, культура та технології залишили свій матеріальний слід – це архітектурні споруди, популярні об'єкти та унікальні майданчики.
Найцікавіші з них:
1. Церква в Керимякі – лютеранський храм у Південному Саво, збудований у 1847 р. Будівля входить до списку світових рекордсменів – одна з найбільших дерев'яних церков. Щороку подивитися на споруду приїжджають 50 тис. туристів.
2. Раухалінна – вілла, зведена в 1900 р. біля Нешлота. Є рідкісним для країни архітектурним об'єктом, у якому поєднані неомавританський, російський та швейцарський стилі.
3. Телевежа Пуййо заввишки 75 м у місті Куопіо. У ній розташований ресторан, що обертається, розрахований на сотню місць, перший такого типу в скандинавських країнах. За час існування вежі, з 1963 р, її відвідали понад 5,5 млн туристів.
4. Канал Понтуса в Лаппенранті завдовжки в пів кілометра. Являє собою ландшафтний об'єкт. Був створений на початку XVII ст. при спробі облаштування судноплавного каналу від Балтики до озера Сайма.
5. Уконківі – один із понад 3 тис. островів на озері Інарі. У давнину був місцем поклоніння саамів, у ньому відбувалися жертвопринесення.

## Візові формальності[1]
Плануючи подорожі та туризм, слід пам'ятати, що Фінляндія є візовою країною для багатьох іноземців.
Для оформлення туристичної візи необхідно зібрати та подати до консульства в країні заявника наступні документи:
1. Дійсний закордонний паспорт;
2. Анкета, заповнена заявником власноруч;
3. фотокартка розміром 3,5 х 4,5 на світлому фоні;
4. Страховка на весь період подорожі до Фінляндії;
5. Ваучер, що підтверджує перебування заявника у Фінляндії;
6. Підтвердження доходу: довідка з місця роботи та виписка з банківського рахунку;

## Гірськолижний туризм у Фінляндії[6]
Фінляндія ідеальне місце для гірськолижного відпочинку, тут понад 140 висококласних зимових курортів, з професійно підготовленими трасами та розвиненою інфраструктурою. Фіни визнають лише високу якість і це особливо проявляється в організації гірськолижного відпочинку. На кожному курорті є школи із добре підготовленими інструкторами.
У Східній Фінляндії, на березі озера Каллавесі, знаходиться центр зимового туризму — місто Куопіо, де є свій аеропорт і куди щодня прилітають літаки з Гельсінкі. Клімат цього місця створює комфортні умови для зимового відпочинку, тут завжди багато снігу, а температура не піднімається вище від -4 °C. У Куопіо понад 400 км добре оснащених трас, частина з яких має вечірнє освітлення. Крім катання на лижах, сноубордах та мотосанях, тут можна спробувати такий вид дозвілля, як сафарі на снігоступах та фінських санчатах. Тут чудовий сервіс, чудові готелі та дуже смачна місцева кухня. У центрі міста безліч ресторанів, кафе, барів та нічних клубів.
На півночі країни знаходяться: популярний Вуокатті, в якому є тунель для сноубордистів; Леві — з гондольною канатною дорогою; Куусамо-Рука, в якому розташована найстаріша школа слалому; Пальякка — з неймовірно чистим сніговим покривом; Пюхя, де безліч крутих екстремальних трас.
Центр країни може похвалитися курортом Колі, звідки відкривається розкішний краєвид на озеро Пієлінен, а також Тахко — місцем проведення європейських чемпіонатів з гірських лиж та сноуборду.
Південь Фінляндії представляє Елівуорі — курорт з чудовим парком атракціонів. Сусідство лижних трас із парками розваг є відмінною рисою відпочинку у Фінляндії. Усі найкращі аквапарки в країні знаходяться на лижних курортах. Тут катаються на водних гірках, паряться у сауні та з новими силами повертаються підкорювати схили.

## Транспорт[7]
Фінська залізнична система відома як VR. Міжміські та швидкісні поїзди з'єднують всю країну, а швидкісні поїзди Pendolino з'єднують великі міста. Існують дуже великі знижки (зазвичай 50%) для дітей (7-16 років), студентів, людей похилого віку та військовослужбовців строкової служби. У Росії є міжнародні поїзди до Санкт-Петербурга (фінські та російські денні поїзди) та Москви (російські нічні поїзди).
Поїздки до Швеції здійснюються автобусами через різну ширину залізничної колії. З Гельсінкі до Марієхамна на Аландських островах, Стокгольма (Швеція), Ростока і Травемюнде в Німеччині та Таллінна (Естонія) можна дістатися на поромах Silja, Tallink і Viking Line. Вартість проїзду на поромах Viking Line зазвичай дешевша, але судна старіші та менші, ніж на поромах Tallink Silja Line. NLC Ferry Ab Oy Wasaline управляє поромами з Васа до Холмсунда в Умео. Близько 25 аеропортів у Фінляндії здійснюють регулярні пасажирські рейси. Finnair, Blue 1 Airlines та Finncom Airlines здійснюють внутрішні та міжнародні рейси.
Аеропорт Гельсінкі-Вантаа є глобальними воротами Фінляндії з регулярними прямими рейсами до Бангкока, Пекіна, Гуанчжоу, Гонконгу, Маямі, Нагої, Нью-Делі, Нью-Йорка, Осаки, Сеула, Шанхаю, Токіо та Стамбула. Гельсінкі ідеально розташований на головному кільцевому повітряному маршруті між Західною Європою і Далеким Сходом. Як наслідок, багато міжнародних туристів відвідують Гельсінкі як пункт пересадки на рейсах з Азії до Європи і навпаки. Аеропорт Гельсінкі-Вантаа посідає 18 місце в рейтингу Skytrax Топ-100 аеропортів світу.